# Gières
Gières är en kommun i departementet Isère i regionen Auvergne-Rhône-Alpes i sydöstra Frankrike. Kommunen ligger i kantonen Eybens som tillhör arrondissementet Grenoble. År 2022 hade Gières 7 353 invånare.

## Befolkningsutveckling
Antalet invånare i kommunen Gières
Referens:INSEE